# Liste des églises du Cantal
La liste des églises du Cantal vise à situer les églises du département français du Cantal. Il est fait état des diverses protections dont elles peuvent bénéficier, et notamment les inscriptions et classements au titre des monuments historiques.
En ce qui concerne le culte catholique, toutes les églises sont situées dans le diocèse de Saint-Flour.

## Statistiques

### Nombres
Le département du Cantal comprend 246 communes au 1er janvier 2021.
Depuis 2018, le diocèse de Saint-Flour compte 40 paroisses.

## Classement
Le classement ci-après se fait par commune selon l'ordre alphabétique.
Il est fait état des diverses protections dont elles peuvent bénéficier, et notamment les inscriptions et classements au titre des monuments historiques.

## Liste

### Église catholique
| Église                                                          | Commune                       | Adresse | Coordonnées                      | Notice         | Protection                                                                                 | Date        | Illustration                                                    |
| --------------------------------------------------------------- | ----------------------------- | ------- | -------------------------------- | -------------- | ------------------------------------------------------------------------------------------ | ----------- | --------------------------------------------------------------- |
| Église Saint-Pierre de Bredons                                  | Albepierre-Bredons            |         | 45° 06′ 13″ nord, 2° 52′ 22″ est | « PA00093426 » | Classé MH                                                                                  | 1840        | Église Saint-Pierre de Bredons                                  |
| Église de l'Ascension d'Albepierre                              | Albepierre-Bredons            |         | 45° 04′ 42″ nord, 2° 49′ 57″ est |                |                                                                                            |             | Image manquante Téléverser                                      |
| Église Saint-Jean-Baptiste d'Allanche                           | Allanche                      |         | 45° 13′ 46″ nord, 2° 56′ 02″ est | « PA00093429 » | Classé MH                                                                                  | 2002        | Église Saint-Jean-Baptiste d'Allanche                           |
| Église Saint-Julien-de-Chanet d'Allanche                        | Allanche                      |         | 45° 15′ 07″ nord, 3° 00′ 27″ est | « PA00093430 » | Classé MH                                                                                  | 1966        | Église Saint-Julien-de-Chanet d'Allanche                        |
| Église Saint-Julien de Feydit                                   | Allanche                      |         | 45° 14′ 23″ nord, 3° 01′ 00″ est |                |                                                                                            |             | Image manquante Téléverser                                      |
| Église Saint-Illide d'Alleuze                                   | Alleuze                       |         | 44° 57′ 31″ nord, 3° 05′ 25″ est | « PA00093432 » | Inscrit MH                                                                                 | 1927        | Église Saint-Illide d'Alleuze                                   |
| Église Saint-Ferréol d'Ally                                     | Ally                          |         | 45° 10′ 26″ nord, 2° 18′ 49″ est | « PA00093435 » | Inscrit MH Chevet, abside et travée droite du chœur                                        | 1987        | Église Saint-Ferréol d'Ally                                     |
| Église Saint-Babylas-Saint-Barthélemy de Drignac                | Ally                          |         | 45° 09′ 54″ nord, 2° 21′ 29″ est |                |                                                                                            |             | Image manquante Téléverser                                      |
| Église Saint-Cirgues d'Andelat                                  | Andelat                       |         | 45° 03′ 37″ nord, 3° 03′ 43″ est | « PA00093437 » | Classé MH                                                                                  | 1969        | Église Saint-Cirgues d'Andelat                                  |
| Église Saint-Pierre d'Anglards-de-Saint-Flour                   | Anglards-de-Saint-Flour       |         | 44° 58′ 52″ nord, 3° 09′ 11″ est |                |                                                                                            |             | Église Saint-Pierre d'Anglards-de-Saint-Flour                   |
| Église Saint-Thyrse d'Anglards-de-Salers                        | Anglards-de-Salers            |         | 45° 12′ 19″ nord, 2° 26′ 26″ est | « PA00093439 » | Classé MH                                                                                  | 1977        | Église Saint-Thyrse d'Anglards-de-Salers                        |
| Église Saint-Antoine-de-Padoue de Maleprade                     | Anglards-de-Salers            |         | 45° 12′ 19″ nord, 2° 26′ 25″ est |                |                                                                                            |             | Image manquante Téléverser                                      |
| Église Saint-Blaise d'Anterrieux                                | Anterrieux                    |         | 44° 50′ 12″ nord, 3° 02′ 39″ est |                |                                                                                            |             | Église Saint-Blaise d'Anterrieux                                |
| Église Saint-Ferréol de Salsignac                               | Antignac                      |         | 45° 20′ 22″ nord, 2° 33′ 56″ est | « PA00093442 » | Inscrit MH                                                                                 | 1969        | Église Saint-Ferréol de Salsignac                               |
| Église Saint-Pierre d'Antignac                                  | Antignac                      |         | 45° 20′ 30″ nord, 2° 32′ 44″ est | « PA00093441 » | Inscrit MH                                                                                 | 2019        | Église Saint-Pierre d'Antignac                                  |
| Église Saint-Blaise d'Apchon                                    | Apchon                        |         | 45° 14′ 57″ nord, 2° 41′ 36″ est |                |                                                                                            |             | Église Saint-Blaise d'Apchon                                    |
| Église Saint-Julien d'Arches                                    | Arches                        |         | 45° 18′ 23″ nord, 2° 19′ 41″ est | « PA00093443 » | Inscrit MH Ancien donjon servant de clocher                                                | 1927        | Église Saint-Julien d'Arches                                    |
| Église Saint-Laurent d'Arnac                                    | Arnac                         |         | 45° 03′ 26″ nord, 2° 13′ 57″ est |                |                                                                                            |             | Église Saint-Laurent d'Arnac                                    |
| Église Sainte-Marguerite-et-Saint-Blaise de Senilhes            | Arpajon-sur-Cère              |         | 44° 51′ 12″ nord, 2° 27′ 20″ est |                |                                                                                            |             | Image manquante Téléverser                                      |
| Église Notre-Dame-des-Grâces d'Arpajon-sur-Cère                 | Arpajon-sur-Cère              |         | 44° 54′ 04″ nord, 2° 27′ 37″ est |                |                                                                                            |             | Image manquante Téléverser                                      |
| Église Saint-Nicolas d'Auriac-l'Église                          | Auriac-l'Église               |         | 45° 15′ 53″ nord, 3° 07′ 37″ est | « PA00093447 » | Inscrit MH                                                                                 | 1988        | Église Saint-Nicolas d'Auriac-l'Église                          |
| Église Saint-Joseph-Ouvrier d'Aurillac                          | Aurillac                      |         | 44° 54′ 57″ nord, 2° 26′ 10″ est |                |                                                                                            |             | Image manquante Téléverser                                      |
| Église Notre-Dame-aux-Neiges d'Aurillac                         | Aurillac                      |         | 44° 55′ 39″ nord, 2° 26′ 35″ est | « PA00093451 » | Inscrit MH                                                                                 | 1977        | Église Notre-Dame-aux-Neiges d'Aurillac                         |
| Église du Sacré-Cœur d'Aurillac                                 | Aurillac                      |         | 44° 55′ 22″ nord, 2° 26′ 06″ est | « PA15000030 » | Inscrit MH                                                                                 | 2006        | Église du Sacré-Cœur d'Aurillac                                 |
| Abbatiale Saint-Géraud d'Aurillac                               | Aurillac                      |         | 44° 55′ 40″ nord, 2° 26′ 37″ est |                |                                                                                            |             | Abbatiale Saint-Géraud d'Aurillac                               |
| Église Notre-Dame-de-Nazareth d'Aurillac                        | Aurillac                      |         | 44° 55′ 52″ nord, 2° 26′ 52″ est |                |                                                                                            |             | Église Notre-Dame-de-Nazareth d'Aurillac                        |
| Église Saint-Pierre d'Auzers                                    | Auzers                        |         | 45° 15′ 55″ nord, 2° 27′ 29″ est |                |                                                                                            |             | Église Saint-Pierre d'Auzers                                    |
| Église Saint-Christophe d'Ayrens                                | Ayrens                        |         | 44° 59′ 03″ nord, 2° 19′ 36″ est |                |                                                                                            |             | Image manquante Téléverser                                      |
| Église Saint-Jean-Baptiste de Badailhac                         | Badailhac                     |         | 44° 55′ 07″ nord, 2° 37′ 29″ est | « IA00131315 » |                                                                                            |             | Église Saint-Jean-Baptiste de Badailhac                         |
| Église Saint-Martin de Barriac-les-Bosquets                     | Barriac-les-Bosquets          |         | 45° 08′ 35″ nord, 2° 15′ 35″ est | « PA00093472 » | Inscrit MH                                                                                 | 2017        | Église Saint-Martin de Barriac-les-Bosquets                     |
| Église Saint-Jacques de Vendès                                  | Bassignac                     |         | 45° 17′ 51″ nord, 2° 23′ 15″ est | « PA00093473 » | Classé MH                                                                                  | 1972        | Église Saint-Jacques de Vendès                                  |
| Église Saint-Georges de Bassignac                               | Bassignac                     |         | 45° 19′ 02″ nord, 2° 24′ 28″ est |                |                                                                                            |             | Image manquante Téléverser                                      |
| Église Saint-Martin de Beaulieu                                 | Beaulieu                      |         | 45° 27′ 24″ nord, 2° 30′ 46″ est |                |                                                                                            |             | Image manquante Téléverser                                      |
| Église de la Visitation de Besse                                | Besse                         |         | 45° 05′ 46″ nord, 2° 20′ 52″ est |                |                                                                                            |             | Image manquante Téléverser                                      |
| Église de Boisset                                               | Boisset                       |         | 44° 46′ 55″ nord, 2° 15′ 13″ est |                |                                                                                            |             | Image manquante Téléverser                                      |
| Église Saint-Barthélemy de Bonnac                               | Bonnac                        |         | 45° 12′ 27″ nord, 3° 09′ 27″ est | « PA00093761 » | Inscrit MH                                                                                 | 1992        | Église Saint-Barthélemy de Bonnac                               |
| Église Saint-Thibaud de Brageac                                 | Brageac                       |         | 45° 12′ 22″ nord, 2° 17′ 29″ est | « PA00093434 » | Classé MH                                                                                  | 1862        | Église Saint-Thibaud de Brageac                                 |
| Église Saint-Hilaire de Brezons                                 | Brezons                       |         | 44° 58′ 10″ nord, 2° 48′ 26″ est | « PA00093477 » | Inscrit MH Chevet ; Inscrit MH L'église en totalité                                        | 1927 ; 2019 | Église Saint-Hilaire de Brezons                                 |
| Église Sainte-Anne du Bourguet                                  | Brezons                       |         | 45° 00′ 44″ nord, 2° 46′ 47″ est |                |                                                                                            |             | Image manquante Téléverser                                      |
| Église Saint-Avit de Carlat                                     | Carlat                        |         | 44° 53′ 18″ nord, 2° 33′ 49″ est | « PA00093479 » | Classé MH                                                                                  | 1987        | Église Saint-Avit de Carlat                                     |
| Église Notre-Dame-de-la-Purification de Cassaniouze             | Cassaniouze                   |         | 44° 41′ 25″ nord, 2° 23′ 03″ est | « PA15000014 » | Inscrit MH Le clocher                                                                      | 2002        | Église Notre-Dame-de-la-Purification de Cassaniouze             |
| Église Saint-Projet de Saint-Projet (Cantal)                    | Cassaniouze                   |         | 44° 39′ 05″ nord, 2° 23′ 07″ est |                |                                                                                            |             | Église Saint-Projet de Saint-Projet (Cantal)                    |
| Église Sainte-Anne de Cayrols                                   | Cayrols                       |         | 44° 49′ 58″ nord, 2° 14′ 01″ est |                |                                                                                            |             | Église Sainte-Anne de Cayrols                                   |
| Église de la commanderie des Templiers de Celles                | Celles                        |         | 45° 07′ 14″ nord, 2° 57′ 36″ est |                |                                                                                            |             | Image manquante Téléverser                                      |
| Église Saint-Roch de Celoux                                     | Celoux                        |         | 45° 08′ 45″ nord, 3° 15′ 52″ est |                |                                                                                            |             | Image manquante Téléverser                                      |
| Église Saint-Martin de Chaliers                                 | Chaliers                      |         | 44° 57′ 23″ nord, 3° 13′ 26″ est | « PA00093749 » | Inscrit MH                                                                                 | 1992        | Église Saint-Martin de Chaliers                                 |
| Église Saint-Barthélemy de Chalinargues                         | Chalinargues                  |         | 45° 09′ 15″ nord, 2° 55′ 58″ est | « PA00093486 » | Inscrit MH                                                                                 | 1925        | Église Saint-Barthélemy de Chalinargues                         |
| Église Sainte-Madeleine de Mouret                               | Chalinargues                  |         | 45° 10′ 39″ nord, 2° 56′ 13″ est |                |                                                                                            |             | Église Sainte-Madeleine de Mouret                               |
| Église Saint-Martin de Chalvignac                               | Chalvignac                    |         | 45° 14′ 28″ nord, 2° 14′ 45″ est | « PA00093488 » | Inscrit MH                                                                                 | 1969        | Église Saint-Martin de Chalvignac                               |
| Église Notre-Dame de Champagnac                                 | Champagnac                    |         | 45° 21′ 26″ nord, 2° 23′ 50″ est | « PA00093490 » | Inscrit MH Chevet et tour servant de clocher ; Inscrit MH L'église Notre-Dame, en totalité | 1927 ; 2019 | Église Notre-Dame de Champagnac                                 |
| Église Saint-Remy de Champs-sur-Tarentaine-Marchal              | Champs-sur-Tarentaine-Marchal |         | 45° 23′ 43″ nord, 2° 33′ 37″ est |                |                                                                                            |             | Église Saint-Remy de Champs-sur-Tarentaine-Marchal              |
| Église Saint-Fabien de Chanterelle                              | Chanterelle                   |         | 45° 22′ 45″ nord, 2° 48′ 49″ est |                |                                                                                            |             | Église Saint-Fabien de Chanterelle                              |
| Église Saint-Cyr-et-Saint-Julitte de Charmensac                 | Charmensac                    |         | 45° 12′ 58″ nord, 3° 05′ 13″ est |                |                                                                                            |             | Église Saint-Cyr-et-Saint-Julitte de Charmensac                 |
| Église Saint-Antoine-du-Désert de Chastel-sur-Murat             | Chastel-sur-Murat             |         | 45° 07′ 27″ nord, 2° 51′ 30″ est |                |                                                                                            |             | Image manquante Téléverser                                      |
| Église Saint-Roch de la Chevade                                 | Chastel-sur-Murat             |         | 45° 07′ 49″ nord, 2° 50′ 27″ est |                |                                                                                            |             | Image manquante Téléverser                                      |
| Église Saint-Blaise-et-Saint-Martin de Chaudes-Aigues           | Chaudes-Aigues                |         | 44° 51′ 18″ nord, 3° 00′ 11″ est | « PA15000031 » | Inscrit MH                                                                                 | 2006        | Église Saint-Blaise-et-Saint-Martin de Chaudes-Aigues           |
| Église Saint-Étienne de Chaussenac                              | Chaussenac                    |         | 45° 10′ 38″ nord, 2° 16′ 44″ est |                |                                                                                            |             | Église Saint-Étienne de Chaussenac                              |
| Église Saint-Étienne de Chavagnac                               | Chavagnac                     |         | 45° 09′ 11″ nord, 2° 52′ 57″ est |                |                                                                                            |             | Image manquante Téléverser                                      |
| Église de la Nativité-de-la-Sainte-Vierge de Chazelles          | Chazelles                     |         | 45° 06′ 15″ nord, 3° 20′ 09″ est |                |                                                                                            |             | Église de la Nativité-de-la-Sainte-Vierge de Chazelles          |
| Église Saint-Léger de Cheylade                                  | Cheylade                      |         | 45° 12′ 31″ nord, 2° 42′ 56″ est | « PA00093496 » | Classé MH                                                                                  | 1963        | Église Saint-Léger de Cheylade                                  |
| Église Sainte-Madeleine de Clavières                            | Clavières                     |         | 44° 59′ 06″ nord, 3° 16′ 38″ est |                |                                                                                            |             | Image manquante Téléverser                                      |
| Église Saint-Martin de Collandres                               | Collandres                    |         | 45° 14′ 11″ nord, 2° 39′ 30″ est | « PA00093498 » | Inscrit MH                                                                                 | 1984        | Église Saint-Martin de Collandres                               |
| Église Saint-Vincent de Coltines                                | Coltines                      |         | 45° 05′ 36″ nord, 2° 59′ 19″ est | « PA00093501 » | Inscrit MH                                                                                 | 2017        | Église Saint-Vincent de Coltines                                |
| Église Saint-Nazaire de Condat                                  | Condat                        |         | 45° 20′ 27″ nord, 2° 45′ 25″ est |                |                                                                                            |             | Église Saint-Nazaire de Condat                                  |
| Église Saint-Pierre de Coren                                    | Coren                         |         | 45° 04′ 40″ nord, 3° 06′ 27″ est |                |                                                                                            |             | Image manquante Téléverser                                      |
| Église Saint-Barthélemy de Crandelles                           | Crandelles                    |         | 44° 57′ 34″ nord, 2° 20′ 32″ est |                |                                                                                            |             | Image manquante Téléverser                                      |
| Église Sainte-Madeleine de Cros-de-Montvert                     | Cros-de-Montvert              |         | 45° 03′ 10″ nord, 2° 08′ 54″ est |                |                                                                                            |             | Image manquante Téléverser                                      |
| Église Saint-Hilaire de Cros-de-Ronesque                        | Cros-de-Ronesque              |         | 44° 52′ 25″ nord, 2° 36′ 42″ est | « PA00093503 » | Inscrit MH                                                                                 | 1930        | Église Saint-Hilaire de Cros-de-Ronesque                        |
| Église Saint-Amand de Cussac                                    | Cussac                        |         | 44° 59′ 02″ nord, 2° 55′ 52″ est | « PA00093504 » | Inscrit MH                                                                                 | 1988        | Église Saint-Amand de Cussac                                    |
| Église Saint-Germain de Cézens                                  | Cézens                        |         | 44° 59′ 04″ nord, 2° 51′ 22″ est | « PA00093484 » | Classé MH                                                                                  | 1930        | Église Saint-Germain de Cézens                                  |
| Église Saint-Médard de Deux-Verges                              | Deux-Verges                   |         | 44° 48′ 25″ nord, 3° 01′ 24″ est |                |                                                                                            |             | Église Saint-Médard de Deux-Verges                              |
| Église Saint-Cirgues de Dienne                                  | Dienne                        |         | 45° 09′ 31″ nord, 2° 47′ 08″ est | « PA00093506 » | Classé MH                                                                                  | 1944        | Église Saint-Cirgues de Dienne                                  |
| Église Saint-Roch de Fortuniès                                  | Dienne                        |         | 45° 11′ 16″ nord, 2° 51′ 23″ est | « PA00125274 » | Inscrit MH                                                                                 | 1993        | Église Saint-Roch de Fortuniès                                  |
| Église Saint-Géraud de Drugeac                                  | Drugeac                       |         | 45° 09′ 55″ nord, 2° 23′ 12″ est | « PA00093508 » | Inscrit MH                                                                                 | 1985        | Église Saint-Géraud de Drugeac                                  |
| Église Saint-Jean-Baptiste d'Escorailles                        | Escorailles                   |         | 45° 10′ 25″ nord, 2° 19′ 47″ est |                |                                                                                            |             | Église Saint-Jean-Baptiste d'Escorailles                        |
| Église Sainte-Anne d'Espinasse                                  | Espinasse                     |         | 44° 52′ 17″ nord, 2° 56′ 23″ est |                |                                                                                            |             | Image manquante Téléverser                                      |
| Église Sainte-Croix de Montchanson                              | Faverolles                    |         | 44° 54′ 25″ nord, 3° 09′ 09″ est |                |                                                                                            |             | Église Sainte-Croix de Montchanson                              |
| Église Saint-Martin de Faverolles                               | Faverolles                    |         | 44° 56′ 26″ nord, 3° 08′ 43″ est |                |                                                                                            |             | Image manquante Téléverser                                      |
| Église Saint-Mary de Saint-Mary-le-Cros                         | Ferrières-Saint-Mary          |         | 45° 11′ 01″ nord, 3° 05′ 07″ est | « PA00093758 » | Inscrit MH                                                                                 | 1992        | Église Saint-Mary de Saint-Mary-le-Cros                         |
| Église Sainte-Madeleine de l'Usclade                            | Ferrières-Saint-Mary          |         | 45° 09′ 21″ nord, 3° 05′ 43″ est |                |                                                                                            |             | Image manquante Téléverser                                      |
| Église de l'Assomption de Ferrières                             | Ferrières-Saint-Mary          |         | 45° 11′ 00″ nord, 3° 03′ 27″ est |                |                                                                                            |             | Église de l'Assomption de Ferrières                             |
| Église Saint-Vincent de Fontanges                               | Fontanges                     |         | 45° 06′ 49″ nord, 2° 30′ 08″ est | « PA00093514 » | Inscrit MH                                                                                 | 1927        | Église Saint-Vincent de Fontanges                               |
| Église Notre-Dame-de-la-Nativité de Fournoulès                  | Fournoulès                    |         | 44° 40′ 35″ nord, 2° 16′ 35″ est |                |                                                                                            |             | Image manquante Téléverser                                      |
| Église Saint-Philippe-et-Saint-Jacques de Freix-Anglards        | Freix-Anglards                |         | 45° 01′ 18″ nord, 2° 23′ 13″ est |                |                                                                                            |             | Image manquante Téléverser                                      |
| Église Saint-Martin de Fridefont                                | Fridefont                     |         | 44° 54′ 07″ nord, 3° 05′ 11″ est |                |                                                                                            |             | Église Saint-Martin de Fridefont                                |
| Église Saint-Bonnet de Giou-de-Mamou                            | Giou-de-Mamou                 |         | 44° 55′ 53″ nord, 2° 30′ 49″ est | « PA00093515 » | Inscrit MH                                                                                 | 1980        | Image manquante Téléverser                                      |
| Église de la Nativité-de-la-Vierge de Girgols                   | Girgols                       |         | 45° 02′ 20″ nord, 2° 28′ 49″ est | « PA00093516 » | Classé MH                                                                                  | 1982        | Église de la Nativité-de-la-Vierge de Girgols                   |
| Église de la Visitation-de-la-très-Sainte-Vierge du Rieu        | Girgols                       |         | 45° 03′ 16″ nord, 2° 31′ 35″ est |                |                                                                                            |             | Image manquante Téléverser                                      |
| Église Saint-Blaise de Glénat                                   | Glénat                        |         | 44° 54′ 06″ nord, 2° 10′ 53″ est |                |                                                                                            |             | Église Saint-Blaise de Glénat                                   |
| Église Saint-Men de Gourdièges                                  | Gourdièges                    |         | 44° 56′ 15″ nord, 2° 52′ 53″ est | « PA00093518 » | Inscrit MH                                                                                 | 1985        | Image manquante Téléverser                                      |
| Église Saint-Jean de Jabrun                                     | Jabrun                        |         | 44° 48′ 30″ nord, 2° 57′ 39″ est |                |                                                                                            |             | Église Saint-Jean de Jabrun                                     |
| Église Saint-Laurent de Réquistat                               | Jabrun                        |         | 44° 45′ 35″ nord, 2° 58′ 45″ est |                |                                                                                            |             | Image manquante Téléverser                                      |
| Église Saint-Martin de Jaleyrac                                 | Jaleyrac                      |         | 45° 15′ 50″ nord, 2° 22′ 14″ est | « PA00093519 » | Inscrit MH                                                                                 | 1925        | Église Saint-Martin de Jaleyrac                                 |
| Église Notre-Dame-de-l'Assomption de Jou-sous-Monjou            | Jou-sous-Monjou               |         | 44° 56′ 18″ nord, 2° 39′ 51″ est | « PA00093520 » | Classé MH                                                                                  | 1925        | Église Notre-Dame-de-l'Assomption de Jou-sous-Monjou            |
| Église Saint-Étienne de Joursac                                 | Joursac                       |         | 45° 08′ 32″ nord, 3° 00′ 25″ est | « PA00093763 » | Inscrit MH                                                                                 | 1992        | Église Saint-Étienne de Joursac                                 |
| Église Saint-Justin de Junhac                                   | Junhac                        |         | 44° 42′ 49″ nord, 2° 27′ 09″ est |                |                                                                                            |             | Église Saint-Justin de Junhac                                   |
| Église Saint-Martin-de-Tours de Jussac                          | Jussac                        |         | 44° 59′ 18″ nord, 2° 25′ 33″ est |                |                                                                                            |             | Église Saint-Martin-de-Tours de Jussac                          |
| Église Notre-Dame-de-l'Assomption de La Chapelle-Laurent        | La Chapelle-Laurent           |         | 45° 09′ 57″ nord, 3° 12′ 19″ est | « PA00093491 » | Inscrit MH Chœur                                                                           | 1969        | Église Notre-Dame-de-l'Assomption de La Chapelle-Laurent        |
| Église Saint-Laurent de La Chapelle-d'Alagnon                   | La Chapelle-d'Alagnon         |         | 45° 06′ 25″ nord, 2° 53′ 48″ est |                |                                                                                            |             | Image manquante Téléverser                                      |
| Église Saint-Jean-Baptiste de La Monselie                       | La Monselie                   |         | 45° 19′ 24″ nord, 2° 33′ 15″ est | « IA15000183 » |                                                                                            |             | Image manquante Téléverser                                      |
| Église Notre-Dame-de-l'Assomption de La Ségalassière            | La Ségalassière               |         | 44° 53′ 35″ nord, 2° 12′ 28″ est |                |                                                                                            |             | Église Notre-Dame-de-l'Assomption de La Ségalassière            |
| Église de la Sainte-Trinité de La Trinitat                      | La Trinitat                   |         | 44° 44′ 52″ nord, 2° 56′ 26″ est | « PA00093704 » | Inscrit MH                                                                                 | 1937        | Église de la Sainte-Trinité de La Trinitat                      |
| Église de la Nativité-de-la Vierge de Labesserette              | Labesserette                  |         | 44° 44′ 34″ nord, 2° 27′ 36″ est |                |                                                                                            |             | Image manquante Téléverser                                      |
| Église Saint-Martin de Labrousse                                | Labrousse                     |         | 44° 51′ 25″ nord, 2° 32′ 27″ est |                |                                                                                            |             | Image manquante Téléverser                                      |
| Église Saint-Julien de Lacapelle-Barrès                         | Lacapelle-Barrès              |         | 44° 56′ 00″ nord, 2° 43′ 26″ est |                |                                                                                            |             | Église Saint-Julien de Lacapelle-Barrès                         |
| Église Sainte-Madeleine de Lacapelle-Viescamp                   | Lacapelle-Viescamp            |         | 44° 55′ 24″ nord, 2° 15′ 52″ est |                |                                                                                            |             | Église Sainte-Madeleine de Lacapelle-Viescamp                   |
| Église Saint-Pierre-aux-Liens de Lacapelle-del-Fraisse          | Lacapelle-del-Fraisse         |         | 44° 46′ 47″ nord, 2° 26′ 10″ est |                |                                                                                            |             | Église Saint-Pierre-aux-Liens de Lacapelle-del-Fraisse          |
| Église Saint-Aignan de Ladinhac                                 | Ladinhac                      |         | 44° 45′ 15″ nord, 2° 30′ 30″ est |                |                                                                                            |             | Image manquante Téléverser                                      |
| Église Saint-François de Lafeuillade-en-Vézie                   | Lafeuillade-en-Vézie          |         | 44° 47′ 13″ nord, 2° 27′ 30″ est |                |                                                                                            |             | Image manquante Téléverser                                      |
| Église Sainte-Anne de Landeyrat                                 | Landeyrat                     |         | 45° 16′ 23″ nord, 2° 51′ 54″ est |                |                                                                                            |             | Image manquante Téléverser                                      |
| Église Saint-Jacques-le-Majeur de Lanobre                       | Lanobre                       |         | 45° 26′ 12″ nord, 2° 32′ 03″ est | « PA00093525 » | Classé MH                                                                                  | 1963        | Église Saint-Jacques-le-Majeur de Lanobre                       |
| Église de l'Assomption de Lapeyrugue                            | Lapeyrugue                    |         | 44° 43′ 42″ nord, 2° 32′ 39″ est |                |                                                                                            |             | Image manquante Téléverser                                      |
| Église Saint-Martin de Laroquebrou                              | Laroquebrou                   |         | 44° 58′ 04″ nord, 2° 11′ 26″ est | « PA00093528 » | Classé MH                                                                                  | 1914        | Église Saint-Martin de Laroquebrou                              |
| Église Saint-Pardoux de Laroquevieille                          | Laroquevieille                |         | 45° 00′ 58″ nord, 2° 30′ 39″ est | « PA00093530 » | Inscrit MH Portail                                                                         | 1988        | Église Saint-Pardoux de Laroquevieille                          |
| Église Saint-Rémi de Lascelle                                   | Lascelle                      |         | 45° 01′ 21″ nord, 2° 34′ 30″ est | « PA00093531 » | Classé MH                                                                                  | 1930        | Église Saint-Rémi de Lascelle                                   |
| Église Sainte-Marie-Madeleine de Lastic                         | Lastic                        |         | 45° 06′ 47″ nord, 3° 12′ 37″ est |                |                                                                                            |             | Image manquante Téléverser                                      |
| Église Notre-Dame de Laurie                                     | Laurie                        |         | 45° 16′ 36″ nord, 3° 06′ 00″ est | « PA00093532 » | Inscrit MH                                                                                 | 1927        | Église Notre-Dame de Laurie                                     |
| Église Sainte-Madeleine de Lussaud                              | Laurie                        |         | 45° 17′ 49″ nord, 3° 04′ 26″ est |                |                                                                                            |             | Image manquante Téléverser                                      |
| Église Saint-Pierre de Lavastrie                                | Lavastrie                     |         | 44° 56′ 02″ nord, 3° 02′ 28″ est |                |                                                                                            |             | Image manquante Téléverser                                      |
| Église Saint-Cyr-et-Sainte-Julitte de Laveissenet               | Laveissenet                   |         | 45° 04′ 58″ nord, 2° 53′ 19″ est |                |                                                                                            |             | Image manquante Téléverser                                      |
| Église Saint-Louis de Laveissière                               | Laveissière                   |         | 45° 06′ 57″ nord, 2° 48′ 25″ est |                |                                                                                            |             | Image manquante Téléverser                                      |
| Église Notre-Dame-de-la-Visitation de Lavigerie                 | Lavigerie                     |         | 45° 08′ 19″ nord, 2° 44′ 58″ est |                |                                                                                            |             | Image manquante Téléverser                                      |
| Église Saint-Jean-Baptiste du Claux                             | Le Claux                      |         | 45° 09′ 40″ nord, 2° 42′ 23″ est |                |                                                                                            |             | Église Saint-Jean-Baptiste du Claux                             |
| Église Saint-Germain du Falgoux                                 | Le Falgoux                    |         | 45° 09′ 18″ nord, 2° 37′ 21″ est |                |                                                                                            |             | Église Saint-Germain du Falgoux                                 |
| Église Saint-Roch du Fau                                        | Le Fau                        |         | 45° 06′ 07″ nord, 2° 35′ 01″ est |                |                                                                                            |             | Image manquante Téléverser                                      |
| Église Saint-Victor-et-Sainte-Madeleine de Chastel-Marlhac      | Le Monteil                    |         | 45° 19′ 21″ nord, 2° 30′ 57″ est | « PA00093553 » | Inscrit MH                                                                                 | 1963        | Église Saint-Victor-et-Sainte-Madeleine de Chastel-Marlhac      |
| Église Saint-Jean-Baptiste du Monteil                           | Le Monteil                    |         | 45° 17′ 51″ nord, 2° 30′ 01″ est | « IA15000034 » |                                                                                            |             | Église Saint-Jean-Baptiste du Monteil                           |
| Église Sainte-Thérèse-de-l'Enfant-Jésus du Rouget               | Le Rouget-Pers                |         | 44° 51′ 15″ nord, 2° 13′ 58″ est |                |                                                                                            |             | Image manquante Téléverser                                      |
| Église Saint-Blaise du Trioulou                                 | Le Trioulou                   |         | 44° 40′ 07″ nord, 2° 11′ 17″ est |                |                                                                                            |             | Église Saint-Blaise du Trioulou                                 |
| Église Saint-Ferréol du Vaulmier                                | Le Vaulmier                   |         | 44° 11′ 19″ nord, 2° 34′ 04″ est |                |                                                                                            |             | Église Saint-Ferréol du Vaulmier                                |
| Église Saint-Laurent du Vigean                                  | Le Vigean                     |         | 45° 13′ 36″ nord, 2° 21′ 12″ est | « PA00093718 » | Inscrit MH                                                                                 | 1968        | Église Saint-Laurent du Vigean                                  |
| Église du Cœur-Immaculé-de-Marie de Chambres                    | Le Vigean                     |         | 45° 11′ 19″ nord, 2° 21′ 11″ est |                |                                                                                            |             | Image manquante Téléverser                                      |
| Église Saint-Martin des Ternes                                  | Les Ternes                    |         | 44° 59′ 49″ nord, 3° 00′ 57″ est | « PA00093698 » | Inscrit MH                                                                                 | 1926        | Église Saint-Martin des Ternes                                  |
| Église Saint-Amans de Leucamp                                   | Leucamp                       |         | 44° 46′ 42″ nord, 2° 31′ 59″ est |                |                                                                                            |             | Église Saint-Amans de Leucamp                                   |
| Église Notre-Dame de Leynhac                                    | Leynhac                       |         | 44° 44′ 22″ nord, 2° 18′ 02″ est |                |                                                                                            |             | Image manquante Téléverser                                      |
| Église Saint-Blaise de Leyvaux                                  | Leyvaux                       |         | 45° 18′ 48″ nord, 3° 04′ 14″ est | « PA00093534 » | Classé MH                                                                                  | 1979        | Église Saint-Blaise de Leyvaux                                  |
| Église Saint-Martin de Lieutadès                                | Lieutadès                     |         | 44° 50′ 23″ nord, 2° 53′ 58″ est |                |                                                                                            |             | Image manquante Téléverser                                      |
| Église Saint-Sébastien de Lorcières                             | Lorcières                     |         | 44° 57′ 28″ nord, 3° 16′ 32″ est | « PA00093535 » | Inscrit MH                                                                                 | 1986        | Église Saint-Sébastien de Lorcières                             |
| Église de l'Assomption de Loubaresse                            | Loubaresse                    |         | 44° 56′ 05″ nord, 3° 12′ 39″ est |                |                                                                                            |             | Église de l'Assomption de Loubaresse                            |
| Église Sainte-Eugénie de la Bessaire                            | Loubaresse                    |         | 44° 57′ 13″ nord, 3° 11′ 39″ est |                |                                                                                            |             | Image manquante Téléverser                                      |
| Église Saint-Martin de Lugarde                                  | Lugarde                       |         | 45° 17′ 17″ nord, 2° 45′ 43″ est |                |                                                                                            |             | Église Saint-Martin de Lugarde                                  |
| Église Saint-Eutrope de Madic                                   | Madic                         |         | 45° 22′ 45″ nord, 2° 27′ 30″ est | « IA15000139 » |                                                                                            |             | Image manquante Téléverser                                      |
| Église Saint-Jean-Baptiste de Malbo                             | Malbo                         |         | 44° 58′ 27″ nord, 2° 45′ 26″ est |                |                                                                                            |             | Image manquante Téléverser                                      |
| Église Saint-Julien de Saint-Julien-de-Jordanne                 | Mandailles-Saint-Julien       |         | 45° 03′ 49″ nord, 2° 38′ 23″ est |                |                                                                                            |             | Église Saint-Julien de Saint-Julien-de-Jordanne                 |
| Église Saint-Laurent de Mandailles                              | Mandailles-Saint-Julien       |         | 45° 04′ 03″ nord, 2° 39′ 19″ est |                |                                                                                            |             | Église Saint-Laurent de Mandailles                              |
| Église Saint-Blaise de Marcenat                                 | Marcenat                      |         | 45° 18′ 18″ nord, 2° 49′ 41″ est | « PA00093751 » | Inscrit MH                                                                                 | 1992        | Église Saint-Blaise de Marcenat                                 |
| Église Sainte-Croix-et-Saint-Pierre de Marchastel               | Marchastel                    |         | 45° 16′ 58″ nord, 2° 43′ 33″ est | « PA00093752 » | Inscrit MH Choeur roman ; Inscrit MH L'église                                              | 1992 ; 2018 | Église Sainte-Croix-et-Saint-Pierre de Marchastel               |
| Église Saint-Martin de Marcolès                                 | Marcolès                      |         | 44° 46′ 56″ nord, 2° 21′ 12″ est | « PA15000023 » | Inscrit MH                                                                                 | 2003        | Église Saint-Martin de Marcolès                                 |
| Église Saint-Saturnin de Marmanhac                              | Marmanhac                     |         | 45° 00′ 13″ nord, 2° 28′ 59″ est | « PA00093746 » | Inscrit MH                                                                                 | 1992        | Église Saint-Saturnin de Marmanhac                              |
| Église Saint-André de Massiac                                   | Massiac                       |         | 45° 15′ 05″ nord, 3° 11′ 56″ est |                |                                                                                            |             | Église Saint-André de Massiac                                   |
| Église Saint-Victor de Bussac                                   | Massiac                       |         | 45° 15′ 41″ nord, 3° 10′ 31″ est | « PA15000008 » | Inscrit MH                                                                                 | 1998        | Église Saint-Victor de Bussac                                   |
| Basilique Notre-Dame-des-Miracles                               | Mauriac                       |         | 45° 13′ 05″ nord, 2° 19′ 55″ est | « PA00093544 » | Classé MH                                                                                  | 1840        | Basilique Notre-Dame-des-Miracles                               |
| Église Saint-Mary de Maurines                                   | Maurines                      |         | 44° 52′ 16″ nord, 3° 05′ 08″ est |                |                                                                                            |             | Image manquante Téléverser                                      |
| Église Saint-Césaire de Maurs                                   | Maurines                      |         | 44° 42′ 38″ nord, 2° 11′ 54″ est | « PA00093547 » | Classé MH                                                                                  | 1970        | Église Saint-Césaire de Maurs                                   |
| Église Saint-Pierre de Menet                                    | Menet                         |         | 45° 17′ 46″ nord, 2° 35′ 08″ est | « PA00093549 » | Classé MH                                                                                  | 1922        | Église Saint-Pierre de Menet                                    |
| Église Sainte-Madeleine de Mentières                            | Mentières                     |         | 45° 04′ 12″ nord, 3° 08′ 16″ est | « PA15000003 » | Inscrit MH                                                                                 | 1997        | Église Sainte-Madeleine de Mentières                            |
| Église Sainte-Foy de Molompize                                  | Molompize                     |         | 45° 13′ 52″ nord, 3° 07′ 41″ est | « PA00093552 » | Inscrit MH                                                                                 | 2006        | Église Sainte-Foy de Molompize                                  |
| Église Saint-Léger de Molèdes                                   | Molèdes                       |         | 45° 15′ 46″ nord, 3° 02′ 24″ est | « PA00093747 » | Inscrit MH                                                                                 | 1992        | Église Saint-Léger de Molèdes                                   |
| Église Sainte-Anne de Montboudif                                | Montboudif                    |         | 45° 22′ 16″ nord, 2° 43′ 55″ est |                |                                                                                            |             | Église Sainte-Anne de Montboudif                                |
| Église Saint-Jean-Baptiste de Montchamp                         | Montchamp                     |         | 45° 04′ 17″ nord, 3° 12′ 11″ est |                |                                                                                            |             | Image manquante Téléverser                                      |
| Église Saint-Laurent de Montgreleix                             | Montgreleix                   |         | 45° 20′ 40″ nord, 2° 52′ 15″ est |                |                                                                                            |             | Église Saint-Laurent de Montgreleix                             |
| Église Sainte-Marie de Montmurat                                | Montmurat                     |         | 44° 37′ 44″ nord, 2° 12′ 04″ est | « PA15000027 » | Inscrit MH                                                                                 | 2004        | Image manquante Téléverser                                      |
| Église Saint-Géraud de Montvert                                 | Montvert                      |         | 44° 59′ 40″ nord, 2° 09′ 38″ est | « PA00093556 » | Classé MH Abside                                                                           | 1921        | Église Saint-Géraud de Montvert                                 |
| Église Saint-Médard de Mourjou                                  | Mourjou                       |         | 44° 41′ 26″ nord, 2° 19′ 48″ est |                |                                                                                            |             | Image manquante Téléverser                                      |
| Église Saint-Barthélemy de Moussages                            | Moussages                     |         | 45° 14′ 16″ nord, 2° 28′ 03″ est | « PA00093560 » | Inscrit MH                                                                                 | 2019        | Église Saint-Barthélemy de Moussages                            |
| Collégiale Notre-Dame de Murat                                  | Murat                         |         | 45° 06′ 43″ nord, 2° 52′ 07″ est | « PA00093740 » | Inscrit MH                                                                                 | 1991        | Collégiale Notre-Dame de Murat                                  |
| Église Saint-Georges de Méallet                                 | Méallet                       |         | 45° 15′ 15″ nord, 2° 25′ 50″ est | « PA00093548 » | Inscrit MH                                                                                 | 1970        | Église Saint-Georges de Méallet                                 |
| Église Saint-Pierre-aux-Liens de Narnhac                        | Narnhac                       |         | 44° 55′ 44″ nord, 2° 46′ 44″ est |                |                                                                                            |             | Image manquante Téléverser                                      |
| Église Saint-Christophe de Naucelles                            | Naucelles                     |         | 44° 57′ 34″ nord, 2° 25′ 00″ est |                |                                                                                            |             | Image manquante Téléverser                                      |
| Église Saint-Hilaire de Moissac                                 | Neussargues en Pinatelle      |         | 45° 08′ 45″ nord, 2° 58′ 22″ est | « PA00093567 » | Inscrit MH                                                                                 | 1926        | Église Saint-Hilaire de Moissac                                 |
| Église de l'Immaculée-Conception de Neussargues-Moissac         | Neussargues en Pinatelle      |         | 45° 08′ 02″ nord, 2° 58′ 57″ est |                |                                                                                            |             | Image manquante Téléverser                                      |
| Église Sainte-Madeleine de Neussargues-Moissac                  | Neussargues en Pinatelle      |         | 45° 07′ 42″ nord, 2° 58′ 36″ est |                |                                                                                            |             | Image manquante Téléverser                                      |
| Église Saint-Abdon de Tagenac                                   | Neuvéglise-sur-Truyère        |         | 44° 56′ 54″ nord, 2° 57′ 03″ est |                |                                                                                            |             | Image manquante Téléverser                                      |
| Église Sainte-Anne de Fressanges                                | Neuvéglise-sur-Truyère        |         | 44° 57′ 55″ nord, 2° 59′ 31″ est |                |                                                                                            |             | Image manquante Téléverser                                      |
| Église Saint-Ferréol de Neuvéglise                              | Neuvéglise-sur-Truyère        |         | 44° 55′ 42″ nord, 2° 59′ 03″ est |                |                                                                                            |             | Église Saint-Ferréol de Neuvéglise                              |
| Église Saint-Jacques de Sériers                                 | Neuvéglise-sur-Truyère        |         | 44° 58′ 35″ nord, 3° 02′ 25″ est |                |                                                                                            |             | Église Saint-Jacques de Sériers                                 |
| Église Saint-Julien de Nieudan                                  | Nieudan                       |         | 44° 58′ 58″ nord, 2° 14′ 35″ est |                |                                                                                            |             | Image manquante Téléverser                                      |
| Église Saint-Julien d'Omps                                      | Omps                          |         | 44° 52′ 42″ nord, 2° 16′ 37″ est |                |                                                                                            |             | Église Saint-Julien d'Omps                                      |
| Église de Rouire                                                | Oradour                       |         | 44° 57′ 23″ nord, 2° 54′ 51″ est |                |                                                                                            |             | Image manquante Téléverser                                      |
| Église Saint-Étienne-et-Saint-Loup d'Oradour                    | Oradour                       |         | 44° 55′ 10″ nord, 2° 56′ 05″ est |                |                                                                                            |             | Image manquante Téléverser                                      |
| Église Sainte-Jeanne-de-Chantal de Barriac                      | Pailherols                    |         | 44° 54′ 37″ nord, 2° 41′ 22″ est | « IA00131352 » |                                                                                            |             | Image manquante Téléverser                                      |
| Église Notre-Dame-de-l'Assomption de Pailherols                 | Pailherols                    |         | 44° 57′ 01″ nord, 2° 41′ 04″ est | « IA00131348 » |                                                                                            |             | Image manquante Téléverser                                      |
| Église Saint-Georges de Parlan                                  | Parlan                        |         | 44° 49′ 44″ nord, 2° 10′ 21″ est |                |                                                                                            |             | Église Saint-Georges de Parlan                                  |
| Église Saint-Julien de Paulhac                                  | Paulhac                       |         | 45° 00′ 25″ nord, 2° 54′ 18″ est | « PA00093571 » | Inscrit MH                                                                                 | 1968        | Église Saint-Julien de Paulhac                                  |
| Église Saint-Saturnin de Paulhenc                               | Paulhenc                      |         | 44° 53′ 20″ nord, 2° 49′ 03″ est | « PA15000004 » | Inscrit MH                                                                                 | 1997        | Église Saint-Saturnin de Paulhenc                               |
| Église Saint-Martin de Pers                                     | Pers                          |         | 44° 53′ 19″ nord, 2° 14′ 21″ est |                |                                                                                            |             | Image manquante Téléverser                                      |
| Église Saint-Roch de Peyrusse                                   | Peyrusse                      |         | 45° 12′ 08″ nord, 3° 01′ 40″ est |                |                                                                                            |             | Image manquante Téléverser                                      |
| Église Saint-Jean-Baptiste de Pierrefort                        | Pierrefort                    |         | 44° 55′ 15″ nord, 2° 50′ 23″ est |                |                                                                                            |             | Église Saint-Jean-Baptiste de Pierrefort                        |
| Église Saint-Sauveur de Pleaux                                  | Pleaux                        |         | 45° 08′ 03″ nord, 2° 13′ 33″ est | « PA00093575 » | Inscrit MH                                                                                 | 2017        | Église Saint-Sauveur de Pleaux                                  |
| Église Saint-Christophe de Saint-Christophe-les-Gorges          | Pleaux                        |         | 45° 06′ 09″ nord, 2° 17′ 37″ est |                |                                                                                            |             | Image manquante Téléverser                                      |
| Église Notre-Dame d'Enchanet                                    | Pleaux                        |         | 45° 05′ 20″ nord, 2° 12′ 16″ est |                |                                                                                            |             | Image manquante Téléverser                                      |
| Église Saint-Loup de Loupiac                                    | Pleaux                        |         | 45° 07′ 02″ nord, 2° 20′ 29″ est |                |                                                                                            |             | Image manquante Téléverser                                      |
| Église Saint-Victor de Tourniac                                 | Pleaux                        |         | 45° 11′ 41″ nord, 2° 13′ 08″ est |                |                                                                                            |             | Image manquante Téléverser                                      |
| Église Saint-Victor de Polminhac                                | Polminhac                     |         | 44° 57′ 05″ nord, 2° 34′ 34″ est | « PA00093580 » | Inscrit MH                                                                                 | 2019        | Église Saint-Victor de Polminhac                                |
| Église Saint-Jean-Baptiste de Pradiers                          | Pradiers                      |         | 45° 16′ 10″ nord, 2° 55′ 28″ est |                |                                                                                            |             | Église Saint-Jean-Baptiste de Pradiers                          |
| Église Saint-Rémy de Prunet                                     | Prunet                        |         | 44° 49′ 12″ nord, 2° 27′ 50″ est |                |                                                                                            |             | Église Saint-Rémy de Prunet                                     |
| Église Saint-Barthélemy de Calvinet                             | Puycapel                      |         | 44° 43′ 06″ nord, 2° 21′ 26″ est |                |                                                                                            |             | Image manquante Téléverser                                      |
| Église Notre-Dame-de-Quézac de Quézac                           | Quézac                        |         | 44° 44′ 51″ nord, 2° 11′ 18″ est |                |                                                                                            |             | Église Notre-Dame-de-Quézac de Quézac                           |
| Église Saint-Pierre de Rageade                                  | Rageade                       |         | 45° 06′ 14″ nord, 3° 16′ 41″ est |                |                                                                                            |             | Église Saint-Pierre de Rageade                                  |
| Église Saint-Pierre de Raulhac                                  | Raulhac                       |         | 44° 53′ 57″ nord, 2° 39′ 18″ est | « PA00093583 » | Inscrit MH                                                                                 | 1927        | Église Saint-Pierre de Raulhac                                  |
| Église Saint-Laurent de Reilhac                                 | Reilhac                       |         | 44° 58′ 24″ nord, 2° 25′ 19″ est | « PA00093566 » | Inscrit MH                                                                                 | 1968        | Église Saint-Laurent de Reilhac                                 |
| Église Saint-Georges de Riom-ès-Montagnes                       | Riom-ès-Montagnes             |         | 45° 16′ 54″ nord, 2° 39′ 36″ est | « PA00093585 » | Classé MH                                                                                  | 1924        | Église Saint-Georges de Riom-ès-Montagnes                       |
| Église Sainte-Barbe de Roannes-Saint-Mary                       | Roannes-Saint-Mary            |         | 44° 51′ 23″ nord, 2° 23′ 24″ est |                |                                                                                            |             | Église Sainte-Barbe de Roannes-Saint-Mary                       |
| Église Saint-Mary de Saint-Mary                                 | Roannes-Saint-Mary            |         | à géolocaliser                   |                |                                                                                            |             | Image manquante Téléverser                                      |
| Église Saint-Gal de Roffiac                                     | Roffiac                       |         | 45° 03′ 08″ nord, 3° 02′ 23″ est | « PA00093589 » | Classé MH                                                                                  | 1921        | Église Saint-Gal de Roffiac                                     |
| Église Saint-Martin de Rouffiac                                 | Rouffiac                      |         | 45° 01′ 22″ nord, 2° 08′ 12″ est | « PA00093590 » | Inscrit MH                                                                                 | 1984        | Église Saint-Martin de Rouffiac                                 |
| Église Saint-Paul de Roumégoux                                  | Roumégoux                     |         | 44° 51′ 23″ nord, 2° 11′ 55″ est |                |                                                                                            |             | Église Saint-Paul de Roumégoux                                  |
| Église Saint-Martin de Rouziers                                 | Rouziers                      |         | 44° 47′ 37″ nord, 2° 12′ 33″ est |                |                                                                                            |             | Image manquante Téléverser                                      |
| Église de l'Assomption de Ruynes-en-Margeride                   | Ruynes-en-Margeride           |         | 45° 00′ 10″ nord, 3° 13′ 26″ est |                |                                                                                            |             | Église de l'Assomption de Ruynes-en-Margeride                   |
| Ancienne église de Ruynes-en-Margeride                          | Ruynes-en-Margeride           |         | 45° 00′ 16″ nord, 3° 13′ 33″ est |                |                                                                                            |             | Image manquante Téléverser                                      |
| Église du Morle                                                 | Ruynes-en-Margeride           |         | 45° 00′ 22″ nord, 3° 15′ 31″ est |                |                                                                                            |             | Église du Morle                                                 |
| Église Sainte-Madeleine de Rézentières                          | Rézentières                   |         | 45° 08′ 02″ nord, 3° 06′ 12″ est |                |                                                                                            |             | Église Sainte-Madeleine de Rézentières                          |
| Église Sainte-Croix de Saignes                                  | Saignes                       |         | 45° 20′ 06″ nord, 2° 28′ 48″ est | « PA00093593 » | Classé MH                                                                                  | 1921        | Église Sainte-Croix de Saignes                                  |
| Église Saint-Étienne de Saint-Amandin                           | Saint-Amandin                 |         | 45° 20′ 36″ nord, 2° 41′ 36″ est | « PA00093594 » | Inscrit MH Porche et calvaire ; Inscrit MH Choeur (abside et absidiole sud)                | 1949 ; 1969 | Église Saint-Étienne de Saint-Amandin                           |
| Église Saint-Antoine de Saint-Antoine (Cantal)                  | Saint-Antoine                 |         | 44° 45′ 02″ nord, 2° 20′ 14″ est |                |                                                                                            |             | Image manquante Téléverser                                      |
| Église Saint-Bonnet de Saint-Bonnet-de-Condat                   | Saint-Bonnet-de-Condat        |         | 45° 16′ 49″ nord, 2° 47′ 19″ est |                |                                                                                            |             | Église Saint-Bonnet de Saint-Bonnet-de-Condat                   |
| Église Saint-Bonnet de Saint-Bonnet-de-Salers                   | Saint-Bonnet-de-Salers        |         | 45° 09′ 38″ nord, 2° 27′ 13″ est | « PA15000026 » | Inscrit MH                                                                                 | 2003        | Église Saint-Bonnet de Saint-Bonnet-de-Salers                   |
| Église Saint-Cernin de Saint-Cernin (Cantal)                    | Saint-Cernin                  |         | 45° 03′ 34″ nord, 2° 25′ 17″ est | « PA00093601 » | Inscrit MH                                                                                 | 2019        | Église Saint-Cernin de Saint-Cernin (Cantal)                    |
| Église Saint-Armand de Saint-Chamant                            | Saint-Chamant                 |         | 45° 05′ 24″ nord, 2° 26′ 22″ est |                |                                                                                            |             | Église Saint-Armand de Saint-Chamant                            |
| Église Saint-Cyr-et-Sainte-Julitte de Saint-Cirgues-de-Jordanne | Saint-Cirgues-de-Jordanne     |         | 45° 01′ 40″ nord, 2° 34′ 52″ est | « PA00093604 » | Inscrit MH                                                                                 | 1986        | Église Saint-Cyr-et-Sainte-Julitte de Saint-Cirgues-de-Jordanne |
| Église Saint-Cyr de Saint-Cirgues-de-Malbert                    | Saint-Cirgues-de-Malbert      |         | 45° 04′ 27″ nord, 2° 22′ 13″ est | « PA00093605 » | Inscrit MH                                                                                 | 1978        | Image manquante Téléverser                                      |
| Église Saint-Jean de l'Hôpital                                  | Saint-Cirgues-de-Malbert      |         | 45° 05′ 53″ nord, 2° 23′ 33″ est |                |                                                                                            |             | Image manquante Téléverser                                      |
| Église Saint-Clément de Saint-Clément (Cantal)                  | Saint-Clément                 |         | 44° 58′ 29″ nord, 2° 39′ 41″ est | « PA00093734 » | Inscrit MH                                                                                 | 1990        | Église Saint-Clément de Saint-Clément (Cantal)                  |
| Église Saint-Constant de Saint-Constant                         | Saint-Constant-Fournoulès     |         | 44° 41′ 07″ nord, 2° 13′ 51″ est |                |                                                                                            |             | Image manquante Téléverser                                      |
| Cathédrale Saint-Pierre de Saint-Flour                          | Saint-Flour                   |         | 45° 02′ 00″ nord, 3° 05′ 42″ est | « PA00093609 » | Classé MH                                                                                  | 1906        | Cathédrale Saint-Pierre de Saint-Flour                          |
| Église Saint-Vincent de Saint-Flour                             | Saint-Flour                   |         | 45° 02′ 03″ nord, 3° 05′ 37″ est | « PA00093612 » | Classé MH                                                                                  | 1960        | Église Saint-Vincent de Saint-Flour                             |
| Église Notre-Dame de Saint-Flour                                | Saint-Flour                   |         | 45° 02′ 01″ nord, 3° 05′ 34″ est | « PA00093611 » | Classé MH                                                                                  | 1946        | Église Notre-Dame de Saint-Flour                                |
| Église Sainte-Christine de Saint-Flour                          | Saint-Flour                   |         | 45° 01′ 58″ nord, 3° 05′ 58″ est |                |                                                                                            |             | Église Sainte-Christine de Saint-Flour                          |
| Église Saint-Étienne-et-Saint-Georges de Saint-Georges          | Saint-Georges                 |         | 45° 01′ 07″ nord, 3° 07′ 41″ est |                |                                                                                            |             | Image manquante Téléverser                                      |
| Église Saint-Gérons de Saint-Gérons                             | Saint-Gérons                  |         | 44° 57′ 06″ nord, 2° 13′ 01″ est |                |                                                                                            |             | Église Saint-Gérons de Saint-Gérons                             |
| Église Saint-Hippolyte de Saint-Hippolyte (Cantal)              | Saint-Hippolyte               |         | 45° 13′ 24″ nord, 2° 42′ 17″ est | « PA00093641 » | Inscrit MH                                                                                 | 1934        | Église Saint-Hippolyte de Saint-Hippolyte (Cantal)              |
| Église Saint-Illide de Saint-Illide                             | Saint-Illide                  |         | 45° 03′ 43″ nord, 2° 18′ 51″ est |                |                                                                                            |             | Image manquante Téléverser                                      |
| Église Saint-Jean-Baptiste de La Bontat                         | Saint-Illide                  |         | 45° 01′ 33″ nord, 2° 19′ 54″ est |                |                                                                                            |             | Image manquante Téléverser                                      |
| Église Notre-Dame-de-l'Amitié de Saint-Jacques-des-Blats        | Saint-Jacques-des-Blats       |         | 45° 03′ 09″ nord, 2° 42′ 42″ est | « IA00131390 » |                                                                                            |             | Église Notre-Dame-de-l'Amitié de Saint-Jacques-des-Blats        |
| Église Saint-Julien des Estresses                               | Saint-Julien-de-Toursac       |         | 44° 46′ 26″ nord, 2° 12′ 35″ est |                |                                                                                            |             | Image manquante Téléverser                                      |
| Église Saint-Just de Saint-Just (Cantal)                        | Saint-Just                    |         | 44° 53′ 24″ nord, 3° 12′ 29″ est |                |                                                                                            |             | Église Saint-Just de Saint-Just (Cantal)                        |
| Église de la Salvetat                                           | Saint-Mamet-la-Salvetat       |         | 44° 50′ 12″ nord, 2° 20′ 31″ est | « PA00093643 » | Inscrit MH Façades et toitures                                                             | 1980        | Église de la Salvetat                                           |
| Église Saint-Mamet de Saint-Mamet-la-Salvetat                   | Saint-Mamet-la-Salvetat       |         | 44° 51′ 26″ nord, 2° 18′ 17″ est |                |                                                                                            |             | Église Saint-Mamet de Saint-Mamet-la-Salvetat                   |
| Église Saint-Mary de Saint-Marc                                 | Saint-Marc                    |         | 44° 54′ 06″ nord, 3° 11′ 29″ est |                |                                                                                            |             | Image manquante Téléverser                                      |
| Église Saint-Louis de Saint-Martial                             | Saint-Martial                 |         | 44° 52′ 26″ nord, 3° 02′ 43″ est |                |                                                                                            |             | Image manquante Téléverser                                      |
| Église Saint-Martin de Saint-Martin-Cantalès                    | Saint-Martin-Cantalès         |         | 45° 05′ 34″ nord, 2° 17′ 59″ est | « PA00093646 » | Inscrit MH                                                                                 | 1926        | Église Saint-Martin de Saint-Martin-Cantalès                    |
| Église Saint-Martin de Saint-Martin-Valmeroux                   | Saint-Martin-Valmeroux        |         | 45° 07′ 04″ nord, 2° 25′ 39″ est | « PA00093650 » | Classé MH                                                                                  | 1862        | Église Saint-Martin de Saint-Martin-Valmeroux                   |
| Église Saint-Rémy de Saint-Rémy-de-Salers                       | Saint-Martin-Valmeroux        |         | 45° 07′ 04″ nord, 2° 27′ 09″ est |                |                                                                                            |             | Image manquante Téléverser                                      |
| Église Saint-Martin de Saint-Martin-sous-Vigouroux              | Saint-Martin-sous-Vigouroux   |         | 44° 55′ 24″ nord, 2° 48′ 13″ est | « PA00093648 » | Inscrit MH                                                                                 | 1968        | Église Saint-Martin de Saint-Martin-sous-Vigouroux              |
| Église Saint-Laurent de Vigouroux                               | Saint-Martin-sous-Vigouroux   |         | 44° 57′ 06″ nord, 2° 47′ 53″ est |                |                                                                                            |             | Église Saint-Laurent de Vigouroux                               |
| Église Saint-Mary de Saint-Mary-le-Plain                        | Saint-Mary-le-Plain           |         | 45° 11′ 13″ nord, 3° 09′ 47″ est |                |                                                                                            |             | Église Saint-Mary de Saint-Mary-le-Plain                        |
| Église Saint-Paul de Saint-Paul-de-Salers                       | Saint-Paul-de-Salers          |         | 45° 08′ 24″ nord, 2° 31′ 01″ est | « PA00093652 » | Inscrit MH                                                                                 | 2003        | Église Saint-Paul de Saint-Paul-de-Salers                       |
| Église Saint-Paul de Saint-Paul-des-Landes                      | Saint-Paul-des-Landes         |         | 44° 56′ 34″ nord, 2° 18′ 51″ est |                |                                                                                            |             | Église Saint-Paul de Saint-Paul-des-Landes                      |
| Église Saint-Pierre de Saint-Pierre (Cantal)                    | Saint-Pierre                  |         | 45° 23′ 16″ nord, 2° 23′ 22″ est | « IA15000073 » |                                                                                            |             | Image manquante Téléverser                                      |
| Église Saint-Poncy de Saint-Poncy                               | Saint-Poncy                   |         | 45° 09′ 53″ nord, 3° 11′ 12″ est | « PA00093653 » | Inscrit MH                                                                                 | 1944        | Église Saint-Poncy de Saint-Poncy                               |
| Église Saint-Projet de Saint-Projet-de-Salers                   | Saint-Projet-de-Salers        |         | 45° 05′ 07″ nord, 2° 31′ 42″ est |                |                                                                                            |             | Image manquante Téléverser                                      |
| Église Saint-Rémi de Saint-Rémy-de-Chaudes-Aigues               | Saint-Rémy-de-Chaudes-Aigues  |         | 44° 46′ 32″ nord, 3° 01′ 51″ est | « PA00093654 » | Inscrit MH                                                                                 | 1963        | Église Saint-Rémi de Saint-Rémy-de-Chaudes-Aigues               |
| Église Sainte-Anne de Saint-Santin-Cantalès                     | Saint-Santin-Cantalès         |         | 45° 01′ 47″ nord, 2° 15′ 23″ est |                |                                                                                            |             | Église Sainte-Anne de Saint-Santin-Cantalès                     |
| Église Notre-Dame de Saint-Santin-de-Maurs                      | Saint-Santin-de-Maurs         |         | 44° 39′ 02″ nord, 2° 13′ 00″ est |                |                                                                                            |             | Église Notre-Dame de Saint-Santin-de-Maurs                      |
| Église Saint-Saturnin de Saint-Saturnin (Cantal)                | Saint-Saturnin                |         | 45° 15′ 21″ nord, 2° 47′ 41″ est | « PA00093657 » | Inscrit MH                                                                                 | 1968        | Église Saint-Saturnin de Saint-Saturnin (Cantal)                |
| Église Saint-Séverin de Saint-Saury                             | Saint-Saury                   |         | 44° 52′ 01″ nord, 2° 08′ 26″ est | « PA00093658 » | Inscrit MH                                                                                 | 1980        | Église Saint-Séverin de Saint-Saury                             |
| Église Saint-Jean de Saint-Jean-de-Dône                         | Saint-Simon                   |         | 44° 57′ 55″ nord, 2° 27′ 51″ est |                |                                                                                            |             | Image manquante Téléverser                                      |
| Église de Boussac                                               | Saint-Simon                   |         | 44° 58′ 07″ nord, 2° 31′ 50″ est |                |                                                                                            |             | Image manquante Téléverser                                      |
| Église Saint-Sigismond de Saint-Simon                           | Saint-Simon                   |         | 44° 57′ 45″ nord, 2° 29′ 26″ est |                |                                                                                            |             | Église Saint-Sigismond de Saint-Simon                           |
| Église Saint-Pierre-et-Saint-Michel de Saint-Urcize             | Saint-Urcize                  |         | 44° 41′ 53″ nord, 3° 00′ 17″ est | « PA00093662 » | Classé MH                                                                                  | 1921        | Église Saint-Pierre-et-Saint-Michel de Saint-Urcize             |
| Église Saint-Victor de Saint-Victor (Cantal)                    | Saint-Victor                  |         | 45° 00′ 34″ nord, 2° 16′ 58″ est |                |                                                                                            |             | Image manquante Téléverser                                      |
| Église Saint-Vincent de Saint-Vincent-de-Salers                 | Saint-Vincent-de-Salers       |         | 45° 12′ 13″ nord, 2° 31′ 48″ est | « PA00093663 » | Classé MH                                                                                  | 1930        | Église Saint-Vincent de Saint-Vincent-de-Salers                 |
| Église Saint-Étienne de Saint-Étienne-Cantalès                  | Saint-Étienne-Cantalès        |         | 44° 56′ 55″ nord, 2° 13′ 32″ est |                |                                                                                            |             | Église Saint-Étienne de Saint-Étienne-Cantalès                  |
| Église Saint-Étienne de Saint-Étienne-de-Carlat                 | Saint-Étienne-de-Carlat       |         | 44° 54′ 15″ nord, 2° 34′ 28″ est | « PA00093729 » | Inscrit MH                                                                                 | 1990        | Image manquante Téléverser                                      |
| Église Saint-Étienne-et-Saint-Clair de Saint-Étienne-de-Chomeil | Saint-Étienne-de-Chomeil      |         | 45° 20′ 34″ nord, 2° 36′ 06″ est | « PA00093607 » | Inscrit MH                                                                                 | 1993        | Église Saint-Étienne-et-Saint-Clair de Saint-Étienne-de-Chomeil |
| Église Sainte-Rita de Saint-Étienne-de-Maurs                    | Saint-Étienne-de-Maurs        |         | 44° 42′ 54″ nord, 2° 12′ 31″ est |                |                                                                                            |             | Image manquante Téléverser                                      |
| Église Sainte-Anastasie de Sainte-Anastasie (Cantal)            | Sainte-Anastasie              |         | 45° 10′ 20″ nord, 2° 58′ 13″ est | « PA00093596 » | Inscrit MH                                                                                 | 1986        | Église Sainte-Anastasie de Sainte-Anastasie (Cantal)            |
| Église Saint-Laurent de Sainte-Eulalie                          | Sainte-Eulalie                |         | 45° 07′ 04″ nord, 2° 22′ 28″ est |                |                                                                                            |             | Image manquante Téléverser                                      |
| Église Sainte-Agathe de Sainte-Marie                            | Sainte-Marie                  |         | 44° 52′ 38″ nord, 2° 53′ 06″ est | « PA15000002 » | Inscrit MH                                                                                 | 1996        | Image manquante Téléverser                                      |
| Église Saint-Mathieu de Salers                                  | Salers                        |         | 45° 08′ 16″ nord, 2° 29′ 38″ est | « PA00093667 » | Classé MH                                                                                  | 1994        | Église Saint-Mathieu de Salers                                  |
| Église Saint-Pantaléon de Salins                                | Salins                        |         | 45° 11′ 29″ nord, 2° 23′ 30″ est | « PA00093685 » | Inscrit MH                                                                                 | 2010        | Église Saint-Pantaléon de Salins                                |
| Église de l'Assomption de Sansac-Veinazès                       | Sansac-Veinazès               |         | 44° 44′ 32″ nord, 2° 26′ 49″ est |                |                                                                                            |             | Église de l'Assomption de Sansac-Veinazès                       |
| Église Saint-Sauveur de Sansac-de-Marmiesse                     | Sansac-de-Marmiesse           |         | 44° 52′ 57″ nord, 2° 20′ 54″ est | « PA00093687 » | Inscrit MH                                                                                 | 1927        | Église Saint-Sauveur de Sansac-de-Marmiesse                     |
| Église Saint-Martin de Sauvat                                   | Sauvat                        |         | 45° 18′ 59″ nord, 2° 26′ 35″ est | « PA00093688 » | Inscrit MH                                                                                 | 1968        | Église Saint-Martin de Sauvat                                   |
| Église Saint-Martin de Siran                                    | Siran                         |         | 44° 57′ 16″ nord, 2° 07′ 38″ est |                |                                                                                            |             | Image manquante Téléverser                                      |
| Église Saint-Michel-et-Saint-Blaise de Soulages                 | Soulages                      |         | 45° 05′ 20″ nord, 3° 16′ 25″ est |                |                                                                                            |             | Image manquante Téléverser                                      |
| Église Saint-Jean-Baptiste de Sourniac                          | Sourniac                      |         | 45° 16′ 38″ nord, 2° 20′ 27″ est |                |                                                                                            |             | Église Saint-Jean-Baptiste de Sourniac                          |
| Église Saint-Martial de Ségur-les-Villas                        | Ségur-les-Villas              |         | 45° 13′ 31″ nord, 2° 49′ 02″ est |                |                                                                                            |             | Église Saint-Martial de Ségur-les-Villas                        |
| Église Saint-Charles-Borromée de la Chourlie                    | Sénezergues                   |         | 44° 42′ 42″ nord, 2° 24′ 13″ est |                |                                                                                            |             | Image manquante Téléverser                                      |
| Église Saint-Martin de Sénezergues                              | Sénezergues                   |         | 44° 42′ 12″ nord, 2° 24′ 48″ est |                |                                                                                            |             | Image manquante Téléverser                                      |
| Église Saint-Lambert de Talizat                                 | Talizat                       |         | 45° 06′ 53″ nord, 3° 02′ 50″ est |                |                                                                                            |             | Église Saint-Lambert de Talizat                                 |
| Église Sainte-Foy de Tanavelle                                  | Tanavelle                     |         | 45° 01′ 21″ nord, 2° 59′ 59″ est |                |                                                                                            |             | Église Sainte-Foy de Tanavelle                                  |
| Église Saint-Menne de Teissières-de-Cornet                      | Teissières-de-Cornet          |         | 44° 58′ 11″ nord, 2° 21′ 20″ est |                |                                                                                            |             | Image manquante Téléverser                                      |
| Église de la Nativité-de-Notre-Dame de Teissières-lès-Bouliès   | Teissières-lès-Bouliès        |         | 44° 49′ 20″ nord, 2° 32′ 38″ est |                |                                                                                            |             | Image manquante Téléverser                                      |
| Église Saint-Martin de Thiézac                                  | Thiézac                       |         | 45° 00′ 51″ nord, 2° 39′ 51″ est | « PA00093700 » | Inscrit MH                                                                                 | 1976        | Église Saint-Martin de Thiézac                                  |
| Église Saint-Antoine de Salilhès                                | Thiézac                       |         | 45° 00′ 28″ nord, 2° 37′ 39″ est |                |                                                                                            |             | Image manquante Téléverser                                      |
| Église Saint-Laurent de Tiviers                                 | Tiviers                       |         | 45° 03′ 37″ nord, 3° 09′ 33″ est |                |                                                                                            |             | Image manquante Téléverser                                      |
| Église Saint-Jean-Baptiste de Tournemire                        | Tournemire                    |         | 45° 03′ 16″ nord, 2° 28′ 51″ est | « PA00093702 » | Classé MH                                                                                  | 1944        | Église Saint-Jean-Baptiste de Tournemire                        |
| Église Saint-Beauzire de Trizac                                 | Trizac                        |         | 45° 15′ 13″ nord, 2° 32′ 16″ est | « PA00093706 » | Classé MH                                                                                  | 1969        | Église Saint-Beauzire de Trizac                                 |
| Église Saint-Martin de Trémouille                               | Trémouille                    |         | 45° 22′ 21″ nord, 2° 40′ 30″ est | « PA00093703 » | Classé MH                                                                                  | 1980        | Église Saint-Martin de Trémouille                               |
| Église Saint-Julien d'Ussel                                     | Ussel                         |         | 45° 04′ 46″ nord, 2° 56′ 08″ est | « PA00093707 » | Inscrit MH                                                                                 | 1968        | Église Saint-Julien d'Ussel                                     |
| Église Saint-Pierre de Vabres                                   | Vabres                        |         | 45° 02′ 02″ nord, 3° 12′ 33″ est |                |                                                                                            |             | Image manquante Téléverser                                      |
| Église des Saints-Innocents-et-Notre-Dame de Bournoncles        | Val d'Arcomie                 |         | 44° 55′ 50″ nord, 3° 11′ 22″ est |                |                                                                                            |             | Église des Saints-Innocents-et-Notre-Dame de Bournoncles        |
| Église Saint-Augustin de Valette                                | Valette                       |         | 45° 16′ 05″ nord, 2° 36′ 13″ est |                |                                                                                            |             | Image manquante Téléverser                                      |
| Église Saint-Antoine-de-Padoue de Valjouze                      | Valjouze                      |         | 45° 09′ 46″ nord, 3° 03′ 40″ est |                |                                                                                            |             | Église Saint-Antoine-de-Padoue de Valjouze                      |
| Église Saint-Saturnin de Valuéjols                              | Valuéjols                     |         | 45° 03′ 10″ nord, 2° 56′ 05″ est | « PA00093708 » | Inscrit MH                                                                                 | 1928        | Église Saint-Saturnin de Valuéjols                              |
| Église Notre-Dame-de-la-Visitation de Lescure                   | Valuéjols                     |         | 45° 03′ 14″ nord, 2° 53′ 05″ est |                |                                                                                            |             | Église Notre-Dame-de-la-Visitation de Lescure                   |
| Église Saint-Maurice de Saint-Maurice (Cantal)                  | Valuéjols                     |         | 45° 02′ 30″ nord, 2° 54′ 18″ est |                |                                                                                            |             | Église Saint-Maurice de Saint-Maurice (Cantal)                  |
| Église Saint-Maurice-et-Saint-Louis de Vebret                   | Vebret                        |         | 45° 20′ 20″ nord, 2° 31′ 13″ est | « PA00093710 » | Classé MH                                                                                  | 1930        | Église Saint-Maurice-et-Saint-Louis de Vebret                   |
| Église de la Nativité-de-la-Vierge de Velzic                    | Velzic                        |         | 45° 00′ 02″ nord, 2° 33′ 14″ est |                |                                                                                            |             | Image manquante Téléverser                                      |
| Église Saint-Jean-Baptiste de Vernols                           | Vernols                       |         | 45° 13′ 35″ nord, 2° 53′ 23″ est | « PA00093712 » | Inscrit MH                                                                                 | 2019        | Église Saint-Jean-Baptiste de Vernols                           |
| Église Sainte-Croix de Veyrières                                | Veyrières                     |         | 45° 19′ 50″ nord, 2° 22′ 28″ est | « IA15000065 » |                                                                                            |             | Image manquante Téléverser                                      |
| Église Saint-Barthélemy de Vezels-Roussy                        | Vezels-Roussy                 |         | 44° 48′ 31″ nord, 2° 35′ 07″ est |                |                                                                                            |             | Image manquante Téléverser                                      |
| Église Saint-Pierre de Vic-sur-Cère                             | Vic-sur-Cère                  |         | 44° 58′ 51″ nord, 2° 37′ 26″ est | « PA00093714 » | Inscrit MH                                                                                 | 1990        | Église Saint-Pierre de Vic-sur-Cère                             |
| Église Saint-Sulpice de Vieillespesse                           | Vieillespesse                 |         | 45° 07′ 39″ nord, 3° 09′ 06″ est |                |                                                                                            |             | Église Saint-Sulpice de Vieillespesse                           |
| Église Saint-Laurent de Vieillevie                              | Vieillevie                    |         | 44° 38′ 40″ nord, 2° 25′ 11″ est |                |                                                                                            |             | Église Saint-Laurent de Vieillevie                              |
| Église Notre-Dame-de-la-Nativité de Villedieu                   | Villedieu                     |         | 45° 00′ 03″ nord, 3° 03′ 50″ est | « PA00093719 » | Classé MH                                                                                  | 1840        | Église Notre-Dame-de-la-Nativité de Villedieu                   |
| Église Saint-Jean-Baptiste de Virargues                         | Virargues                     |         | 45° 07′ 27″ nord, 2° 54′ 41″ est | « PA00093720 » | Inscrit MH                                                                                 | 1985        | Église Saint-Jean-Baptiste de Virargues                         |
| Église Saint-Martial-et-Saint-Louis de Vitrac                   | Vitrac                        |         | 44° 48′ 55″ nord, 2° 18′ 54″ est |                |                                                                                            |             | Image manquante Téléverser                                      |
| Église Saint-Caprais de Vèze                                    | Vèze                          |         | 45° 15′ 58″ nord, 2° 59′ 37″ est | « PA00093713 » | Inscrit MH                                                                                 | 1987        | Église Saint-Caprais de Vèze                                    |
| Église Saint-Loup de Védrines-Saint-Loup                        | Védrines-Saint-Loup           |         | 45° 04′ 13″ nord, 3° 16′ 57″ est |                |                                                                                            |             | Église Saint-Loup de Védrines-Saint-Loup                        |
| Église Saint-Sulpice-et-Saint-Roch de Vézac                     | Vézac                         |         | 44° 53′ 24″ nord, 2° 31′ 04″ est |                |                                                                                            |             | Église Saint-Sulpice-et-Saint-Roch de Vézac                     |
| Église Saint-Georges d'Ydes-Bourg                               | Ydes                          |         | 45° 20′ 10″ nord, 2° 27′ 17″ est | « PA00093723 » | Classé MH                                                                                  | 1862        | Église Saint-Georges d'Ydes-Bourg                               |
| Église Sainte-Jeanne-d'Arc d'Ydes                               | Ydes                          |         | 45° 20′ 50″ nord, 2° 26′ 17″ est | « IA15000235 » |                                                                                            |             | Église Sainte-Jeanne-d'Arc d'Ydes                               |
| Église Saint-Pierre d'Yolet                                     | Yolet                         |         | 44° 55′ 39″ nord, 2° 31′ 54″ est | « PA00093756 » | Inscrit MH                                                                                 | 1992        | Église Saint-Pierre d'Yolet                                     |
| Église Notre-Dame-du-Mont-Carmel du Bex                         | Ytrac                         |         | 44° 52′ 46″ nord, 2° 23′ 05″ est |                |                                                                                            |             | Image manquante Téléverser                                      |
| Église Saint-Julien d'Ytrac                                     | Ytrac                         |         | 44° 54′ 59″ nord, 2° 21′ 43″ est |                |                                                                                            |             | Image manquante Téléverser                                      |